# Xuntian

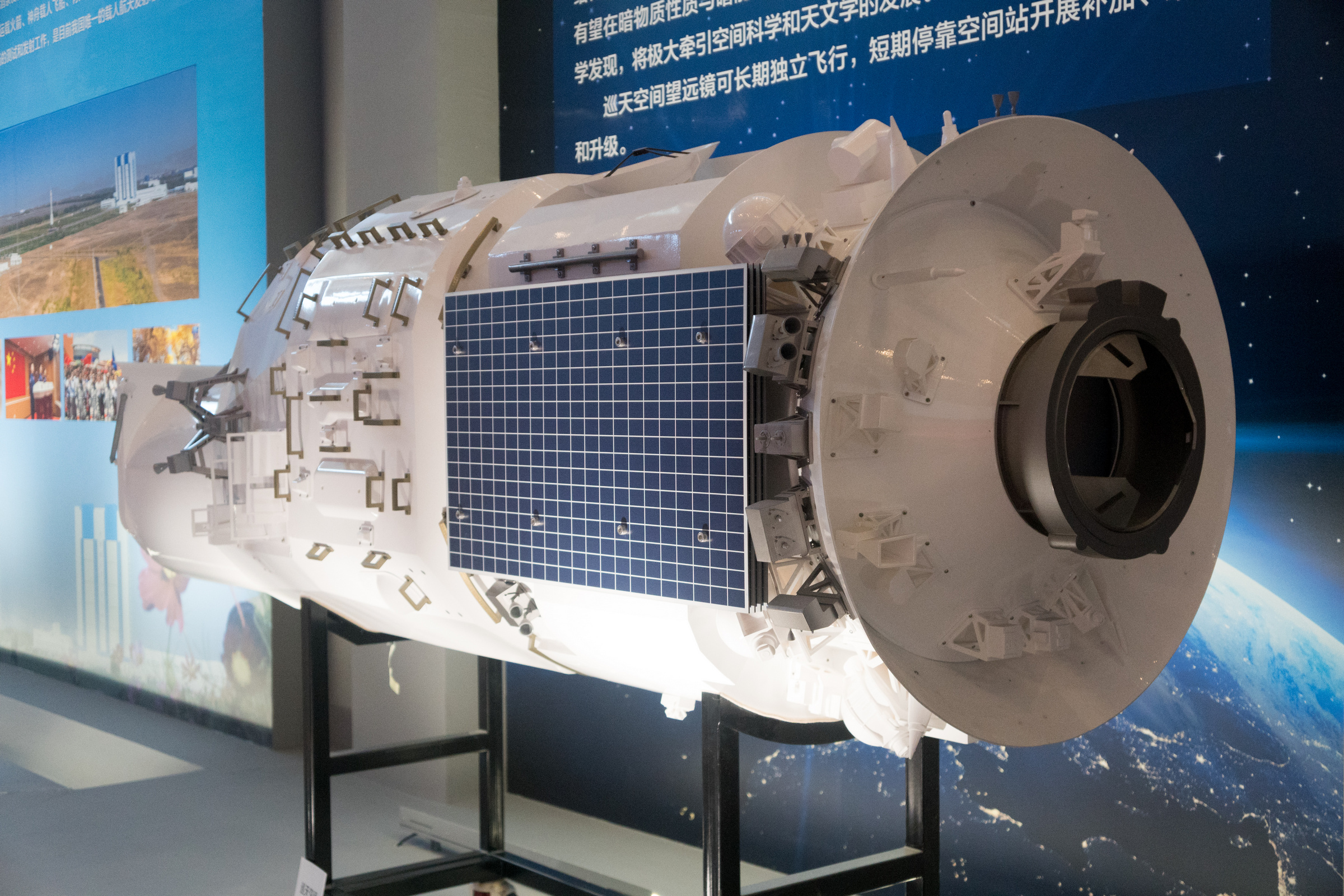
Maquette du télescope spatial Xuntian.

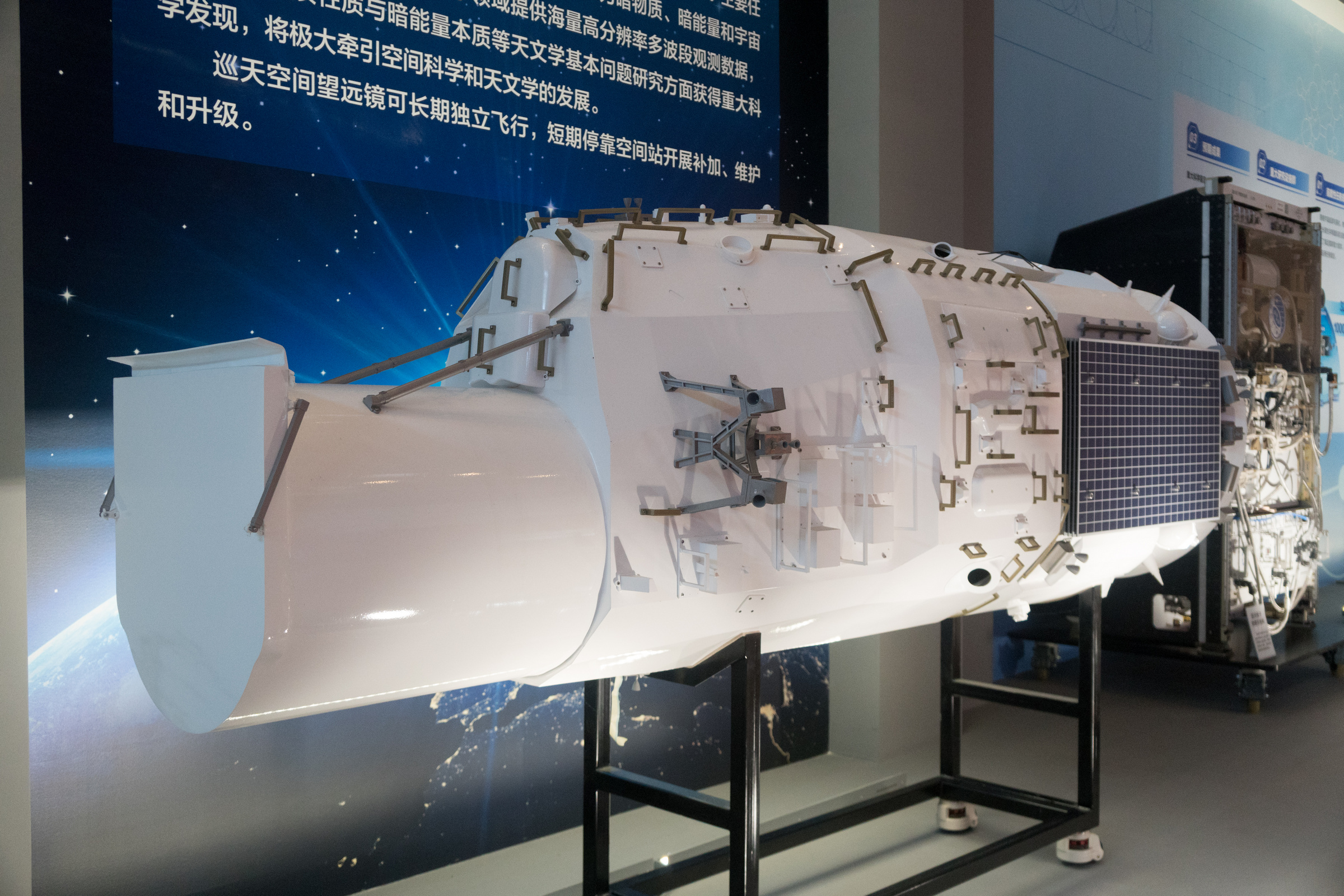
Maquette du télescope spatial Xuntian.

Xuntian (en chinois : 巡天 ; pinyin : Xún Tiān ; litt. « Croiseur des cieux ») ou CSST (China Space Station Telescope) est un  télescope spatial doté d'un miroir primaire de deux mètres de diamètre que la Chine prévoit de placer en orbite en 2025. Ce grand télescope, analogue au télescope spatial Hubble de la NASA, a une masse de 15,5 tonnes pour une longueur de 14 mètres. Il effectue ses observations dans le proche infrarouge, en lumière visible et dans l'ultraviolet (255-1000 micromètres). Il a une résolution spatiale de 0,15 seconde d'arc et un champ de vue de 1,1 degré². Il est conçu pour pouvoir être maintenu par des missions spatiales avec équipage. Sa durée de vie est au minimum de 10 ans. 

## Historique
Le projet de télescope spatial Xuntian est élaboré à partir de 2011. Ses caractéristiques évoluent progressivement au cours des années suivantes. En 2012 il est conçu pour faire partie intégrante de la future station spatiale chinoise. En 2014 il devient un télescope spatial indépendant mais disposant de la capacité de s'amarrer périodiquement à la station spatiale. En 2015 le principe d'une caméra grand champ est adoptée. Le projet est rendu public en 2017. Il est prévu que le télescope spatial soit placé en orbite en 2025 par une fusée lourde Longue Marche 5,.

## Objectifs
- Réalisation d'images dans les longueurs d'onde 255-1000 nm d'objets ayant une magnitude apparente allant jusqu'à 25,5 situés dans une grande partie du ciel (17500 degrés carrés couverts) en utilisant 6 filtres[3]
- Réalisation de spectres sur la même région du ciel avec une résolution spectrale de 200 dans des longueurs d'onde identiques[3]
- Réalisation d'images et de spectres d'objets du ciel profond sur des portions limitées du ciel (400 degrés carrés) avec une magnitude apparente supérieure de 1[3].

Sur le plan scientifique les thématiques couvertes sont : 
- Cosmologie : énergie sombre, matière sombre, gravité, structures à grande échelle de l'Univers, neutrinos, etc.
- Galaxie active : galaxie active à décalage vers le rouge élevé, groupes de galaxies actives, etc.
- Galaxies : formation et évolution, fusions, décalage vers le rouge élevé, galaxies naines, etc.
- Voie Lactée : structures, satellites, poussière, extinction
- Science stellaire : formation des étoiles, étoiles naines, étoiles à faible métallicité
- Système solaire : astéroïdes géocroiseurs, transneptuniens
- Astrométrie : groupes d'étoiles, systèmes de référence.

## Caractéristiques techniques
Xuntian sera capable d'observer en lumière visible et en proche ultraviolet (255 nm~1700 nm), il disposera d'un champ de vue particulièrement étendu (1,1 x 1,1°). L'instrument principal est une caméra de 2,5 milliards de pixels. Sa résolution angulaire est de 0,15 seconde d'arc. Le télescope est également équipé d'un spectrographe. Pour permettre sa maintenance le télescope spatial sera placé en orbite basse terrestre (altitude 400 km). Tous les 1 à 2 ans, il s'amarrera à la station spatiale chinoise  dont le déploiement a débuté en 2021, pour permettre le ravitaillement en ergols et les opérations de maintenance sur les équipements, les instruments ou la partie optique. À ce titre, il est également désigné sous l'appellation technique CSS-OM (pour Chinese Space Station Optical Module  c'est-à-dire module optique de la station spatiale chinoise). La durée de vie prévue est de 10 ans. Le télescope dispose d'un système de propulsion qui lui permet de corriger son orientation et son orbite. Il emporte environ[Quoi ?] ,,.
Son miroir fait 2 mètres de diamètre (contre 2,4 m pour le télescope Hubble) mais son champ de vision est 300 fois supérieur à celui de Hubble. Il est prévu que Xuntian observe 40% du ciel visible. Les données recueillies par le télescope seront traitées par 4 centres de recherche (en cours de construction).
| Caractéristique         | Hubble                                                                        | Euclid                                               | Xuntian                                                                       | Nancy-Grace-Roman                                    |
| ----------------------- | ----------------------------------------------------------------------------- | ---------------------------------------------------- | ----------------------------------------------------------------------------- | ---------------------------------------------------- |
| Date de mise en service | 1990                                                                          | 2022                                                 | ~2024                                                                         | vers 2025                                            |
| Longueurs d'onde        | Ultraviolet (200-400 nm) Visible (400-900 nm) Proche infrarouge (900-1700 nm) | Visible (550-900 nm) Proche infrarouge (900-2000 nm) | Ultraviolet (255-400 nm) Visible (400-900 nm) Proche infrarouge (900-1700 nm) | Visible (600-900 nm) Proche infrarouge (900-2000 nm) |
| Ouverture               | 2,4 m                                                                         | 1,2 m                                                | 2 m                                                                           | 2,4 m                                                |
| Résolution angulaire    | 0,1″                                                                          | > 0,2″                                               | 0,15″                                                                         | > 0,2″                                               |
| Champ de vue            | 0,17° × 0,17°                                                                 | 0,55° × 0,55°                                        | 1,1° × 1,1°                                                                   | 0,28° × 0,28°                                        |
| Optique                 | Ritchey-Chrétien                                                              | Korsch                                               | système anastigmatique à trois miroirs                                        | Korsch hors axe                                      |